# Métapole
Les métapoles sont de vastes territoires, autour desquels s'organisent la vie urbaine, domestique et économique. Ce sont des espaces urbains distendus, discontinus, hétérogènes, polynucléaires, qui intègrent la ville dense et le néorural. Elles tirent parti notamment de la diminution des frontières (physiques, culturelles ou politiques) due aux nouvelles technologies de l'information et de la communication.
Le terme a été proposé notamment par l'urbaniste François Ascher. Il la définit comme « l'ensemble des espaces dont tout ou partie des habitants, des activités économiques ou des territoires sont intégrés dans le fonctionnement quotidien (ordinaire) d'une métropole ». Il inscrit ce terme comme la forme urbaine qui succède aux métropoles, l'étymologie signifiant « au-delà de la ville ». La métapole intègre ainsi plusieurs métropoles, dans une logique polycentrique et non coalescente, à l'image de Tokyo. Le concept se rapproche de celui de ville diffuse (città diffusa), théorisé par les géographes italiens, à l'image de Milan ou de Rome.